# Сюзън Сарандън
Сюзън Сарандън (на английски: Susan Sarandon, правилно произнасяне на името Сюзън Сърeндън) (родена на 4 октомври 1946 г.) е американска актриса, носителка на наградата Оскар. Тя е една от най-отявлените бунтарки и политически активистки в Холивуд. Получава смъртни заплахи заради протестите си срещу войната в Ирак заедно с Джейн Фонда, Шон Пен и дългогодишния си партньор Тим Робинс.

## Биография

### Ранен живот
Родена е в Джаксън Хайтс, Куинс, Ню Йорк. Тя е най-голямата от девет деца с родители Ленора Мари Крисионе (1923) и Филип Лесли Томлин (1917 – 1999), рекламен изпълнителен и телевизионен продуцент и певица в нощен клуб. Тя има четири братя: Филип младши, Тери, Тим и О'Брайън и четири сестри:. Мередит, Бони, Аманда и Миси. Баща ѝ е с английски, ирландски и уелски произход. От страна на майка си, тя е от италиански произход, с предци от районите на Тоскана и Сицилия. Израства в Едисън, Ню Джърси, където завършва гимназията Едисън през 1964 г. След това тя продължава в Католическия университет на Америка, 1964 – 1968 и завършва бакалавърска степен по драма като работи с преподавателя по драма и треньор отец Джилбърт В. Хартке (Gilbert V. Hartke).

### Личен живот
Докато е в колежа, тя се запознава със своя съученик Крис Сарандън и двойката се жени на 16 септември 1967 г. Те се развеждат през 1979 г., но запазва фамилното си име Сарандън. След това тя има връзка с Луи Мал. Сарандън е имала връзка с музиканта Дейвид Боуи около времето, когато работят заедно по филма The Hunger (1983), която тя описва като „наистина интересен период“. В средата на 1980-те Сарандън се среща с италианския режисьор Франко Амури, от който има дъщеря – актрисата Ева Амури, родена на 15 март 1985 г. От 1988 до 2009 г. Сарандън е във връзка с актьора Тим Робинс, с когото се запознава, докато са на снимките на „Бул Дърам“, 1988 г. Те имат двама сина – Джак Хенри (роден на 15 май 1989 г.) и Майлс Гътри (роден на 4 май 1992 г.). На 1 март 2014 г. излиза документалният филм Storied Streets, продуциран от Сарандън и режисиран от Джак Хенри Робинс. Филмът се занимава с бездомните в Съединените щати.
През 2006 г. Сарандън и десет роднини, включително тогавашният ѝ съпруг Тим Робинс и синът им Майлс пътуват в Уелс, за да издирят родословието си. Тяхното пътуване е документирано от Би Би Си Уелс в програмата Coming Home: Сюзън Сарандън. Голяма част от същото изследване и съдържанието е включено в американската версия на „Кой мислиш, че си?“. Тя получава наградата „Ragusani Nel Mondo“ през 2006 г. по повод сицилианските ѝ корени, които са от Рагуса, Италия. Сарандън е съсобственик на клуба по пинг-понг от Ню Йорк SPIN и клона му в Торонто.
Сарандън се разделя с Робинс през 2009 г. След разпадането на връзката им тя веднага започва връзка с Джонатан Бриклин, син на Малкълм Бриклин. Те работят по салоните за пинг-понг заедно. Сарандън и Бриклин се разделят през 2015 г.
Сарандън е вегетарианка.

### Кариера
Сарандън започва кариерата си през 1970 г. във филма „Джо“, преди да се появи в сапунена опера A World Apart (1970-71). През 1975 г. тя участва в култовата класика на филма The Rocky Horror Picture Show. Тя е номинирана за Оскар за най-добра актриса за „Атлантик сити“ (1980), „Телма и Луиз“ (1991), „Миро Лоренсо“ (1992) и „Клиентът“ (1994), преди да спечели за Осъденият на смърт идва (1995). Тя също така е спечелила Наградата БАФТА за най-добра актриса в главна роля за Клиента и на артистите Screen, награда на Гилдията за най-добра актриса за Осъденият на смърт идва

## Избрана филмография
| Година | Филм                             | Оригинално заглавие             | Роля                     | Режисьор                 |
| ------ | -------------------------------- | ------------------------------- | ------------------------ | ------------------------ |
| 1974   | Първата страница                 | The Front Page                  | Пеги Грант               | Били Уайлдър             |
| 1978   | Хубавицата                       | Pretty Baby                     | Хати                     | Луи Мал                  |
| 1978   | Кралят на циганите               | King of the Gypsies             | Роуз                     | Франк Пиърсън            |
| 1980   | Атлантик Сити                    | Atlantic City                   | Сали Матюс               | Луи Мал                  |
| 1980   | Влюбени двойки                   | Loving Couples                  | Стефани Бек              | Джак Смайт               |
| 1984   | Системата Бъди                   | The Buddy System                | Емили                    | Глен Джордан             |
| 1987   | Вещиците от Истуик               | The Witches of Eastwick         | Джейн Спофорд            | Джордж Милър             |
| 1988   | Бул Дърам                        | Bull Durham                     | Ени Савой                | Рон Шелтън               |
| 1988   | Танцът на влюбените              | Sweet Hearts Dance              | Сандра Бун               | Робърт Грийнуолд         |
| 1990   | Белият дворец                    | White Palace                    | Нора Бейкър              | Луис Мандоки             |
| 1991   | Телма и Луиз                     | Thelma and Louise               | Луиза Сойър              | Ридли Скот               |
| 1994   | Безопасно преминаване            | Safe Passage                    | Маргарет Зингер          | Робер Алан Акерман       |
| 1994   | Клиентът                         | The Client                      | Реджи Лав                | Джоуел Шумахер           |
| 1994   | Малки жени                       | Little Women                    | Маргарет (Марми) Марч    | Джилиан Армстронг        |
| 1995   | Осъденият на смърт идва          | Dead Man Walking                | сестра Елен Прежан       | Тим Робинс               |
| 1998   | Здрач                            | Twilight                        | Катрин Еймс              | Робърт Бентън            |
| 1998   | Втората майка                    | Stepmom                         | Джеки Харисън            | Крис Кълъмбъс            |
| 1999   | Някъде на запад                  |                                 |                          |                          |
| 2001   | Котки и кучета                   | Cats & Dogs                     | Иви (глас)               | Лари Гутърман            |
| 2003   | Децата на Дюн                    | Children of Dune                | принцеса Венсиция Корино | Грег Яитанес             |
| 2004   | Ще танцуваме ли?                 | Shall We Dance                  | Бевърли Кларк            | Питър Челсъм             |
| 2005   | Елизабеттаун                     | Elizabethtown                   | Холи Бейлър              | Камерън Кроу             |
| 2007   | Омагьосана                       | Enchanted                       | кралица Нариса           | Кевин Лима               |
| 2007   | Бърнард и Дорис                  |                                 |                          |                          |
| 2007   | В долината на Давид и Голиат     | In the Valley of Elah           | Джоан Диърфийлд          | Пол Хагис                |
| 2009   | Марихуана                        | Leaves of Grass                 | Дейзи Кинкейд            | Тим Блейк Нелсън         |
| 2009   | Очи от рая                       | Lovely Bones                    | Grandma Lynn             | Peter Jackson            |
| 2010   | Уолстрийт: Парите никога не спят | Wall Street: Money Never Sleeps | Силвия Мур               | Оливър Стоун             |
| 2011   | Джеф, който живее вкъщи          | Jeff Who Lives at Home          | Шарън                    | Джей Дюплас, Марк Дюплас |
| 2012   | Браво, момчето ми!               | That's My Boy                   | Олга Зубкова             | Шон Андърс               |
| 2012   | Роботът и Франк                  | Robot and Frank                 | Дженифър                 | Джейк Шрейър             |
| 2012   | Облакът Атлас                    | Cloud Atlas                     | мадам Хорокс             | екип                     |
| 2013   | Тежка сватба                     | The Big Wedding                 | Биби Макбрайд            | Джъстин Закам            |